# Borough
A borough eredetileg német, angol és skót önállósággal rendelkező adminisztrációs, közigazgatási terület volt, de a kifejezés ma több országban is megtalálható, kissé kiszélesedett fogalommal: általában külön adminisztrációs joggal rendelkező várost, de egyes esetekben (London, New York, Toronto) városi kerületet vagy városrészt jelent. Ausztráliában a jelentésbe a várost körülvevő, nem városi jellegű környezetet is hozzáveszik, Alaszkában pedig egy egész vidéket (region) jelent. A fogalom Anglián és Észak-Írországon kívül az Egyesült Államokban, Kanadában, Új-Zélandon, Izraelben használatos. Kanadában a szó értelme a francia 'arrondissement' (városi kerület) név használatával azonos.

## Kiejtése
Kiejtése brit angolban: [bʌɹə] kiejtéseⓘ, -brough utótagként: [brə], amerikai angolban: [ˈbɝoʊ] vagy [ˈbʌɻoʊ], például New Yorkban.
Az angolban a Borough szót sokszor a boro szóval is rövidítik, főleg amikor utótagként szerepel.

## Fordítás
Ez a szócikk részben vagy egészben  a   borough című angol Wikipédia-szócikk fordításán alapul.  Az eredeti cikk szerkesztőit annak laptörténete sorolja fel. Ez a jelzés csupán a megfogalmazás eredetét és a szerzői jogokat jelzi, nem szolgál a cikkben szereplő információk forrásmegjelöléseként.